# Internationella avvecklingsmekanismen för FN:s brottmålstribunaler
Internationella avvecklingsmekanismen för FN:s brottmålstribunaler (engelska: International Residual Mechanism for Criminal Tribunals) eller IRMCT (tidigare MICT) är en internationell domstol grundad av Förenta Nationerna 2010. Domstolen har övertagit behörighet, rättigheter och skyldigheter samt kärnfunktioner som tidigare utförts av Internationella krigsförbrytartribunalen för det forna Jugoslavien (ICTY) och Internationella Rwandatribunalen (ICTR) sedan de stängdes 2017 respektive 2015.
Genom resolution 1966 (2010), antagen den 22 december 2010, beslutade säkerhetsrådet i enlighet med kapitel VII i FN-stadgan att ICTY och ICTR skulle avsluta sin verksamhet och att Internationella avvecklingsmekanismen för brottmålstribunaler skulle inrättas. Mekanismen är gemensam för tribunalerna men har två avdelningar vars säten ligger i Haag i Nederländerna respektive Arusha i Tanzania. IRMCT ska inte inleda nya brottsutredningar, med undantag för mened och andra brott riktade mot dess egen rättskipande verksamhet, utan har mandat att lagföra personer som redan åtalats av ICTY eller ICTR.
Sedan 1 juli 2022 är Graciela S. Gatti Santana domstolens president, Serge Brammertz är åklagare sedan 29 februari 2016 och Abubacarr Marie Tambadou är registrator sedan 1 juli 2020.